# Timarcha temperei
Timarcha temperei là một loài bọ cánh cứng trong họ Chrysomelidae. Loài này được Jeanne miêu tả khoa học năm 1965.